# Лимон Меєра
Citrus × meyeri, лимон Меєра (кит.: 梅爾檸檬; піньїнь: méiěr níngméng) — гібрид цитрусових фруктів, родом із Китаю. Це не лимон, а гібрид цитрону та мандарину/помело.
Дорослі дерева мають від 2 до 3 м висоти з темно-зеленим блискучим листям. Квіти ароматні, білі з фіолетовою основою. Плід округліший за справжній лимон, темно-жовтий із легким помаранчевим відтінком у дозрілому стані та має солодший, менш кислий смак, від 2 до 3 pH.
Лимон Меєра був завезений у США у 1908 році дослідником Френком Ніколасом Меєром, співробітником Міністерства сільського господарства США, який зібрав зразки рослини під час подорожі до Китаю. Незважаючи присвоєне ім'я, цей сорт, ймовірно, виник за тисячі років до того, як Меєр представив його в Америці.
Лимон Меєра зазвичай вирощують у Китаї в квіткових горщиках як декоративне дерево. Він став популярним як фрукт у Сполучених Штатах після того, як його знову відкрили шеф-кухарі, такі як Еліс Вотерс у ресторані «Chez Panisse», починаючи з 1970-х років, коли популярність каліфорнійської кухні почала зростати. Популярність зросла ще більше, коли Марта Стюарт почала використовувати його у своїх рецептах.

## Опис

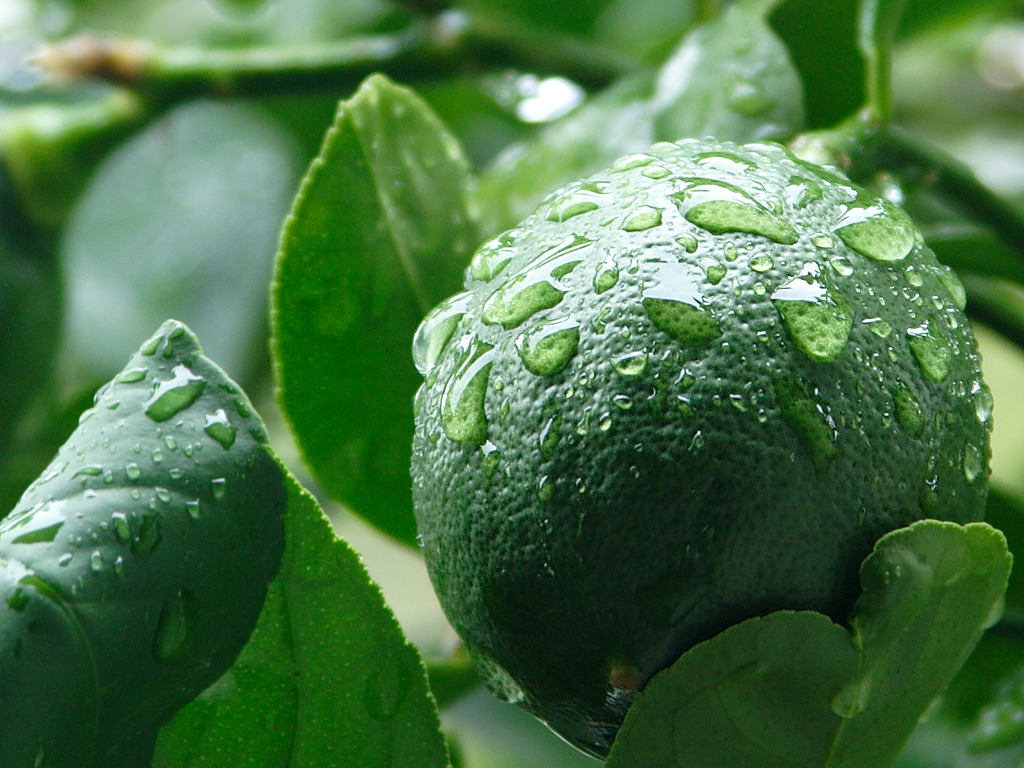
Недозрілий лимон Маєра

Дерево Citrus × meyeri має від 2 до 3 м висоти, хоча його можна формувати і меншим. Листки темно-зелені та блискучі. Квіти білі з фіолетовою основою та ароматні.
Плід лимона Меєра жовтий і більш округлий за справжній лимон. Цедра ароматна і тонка, після дозрівання забарвлена в темно-жовтий колір з легким помаранчевим відтінком. Плоди лимона Меєра мають солодший і менш кислий смак, ніж більш поширені сорти лимонів. М'якоть темно-жовта, містить до 10 насінин в одному плоді.

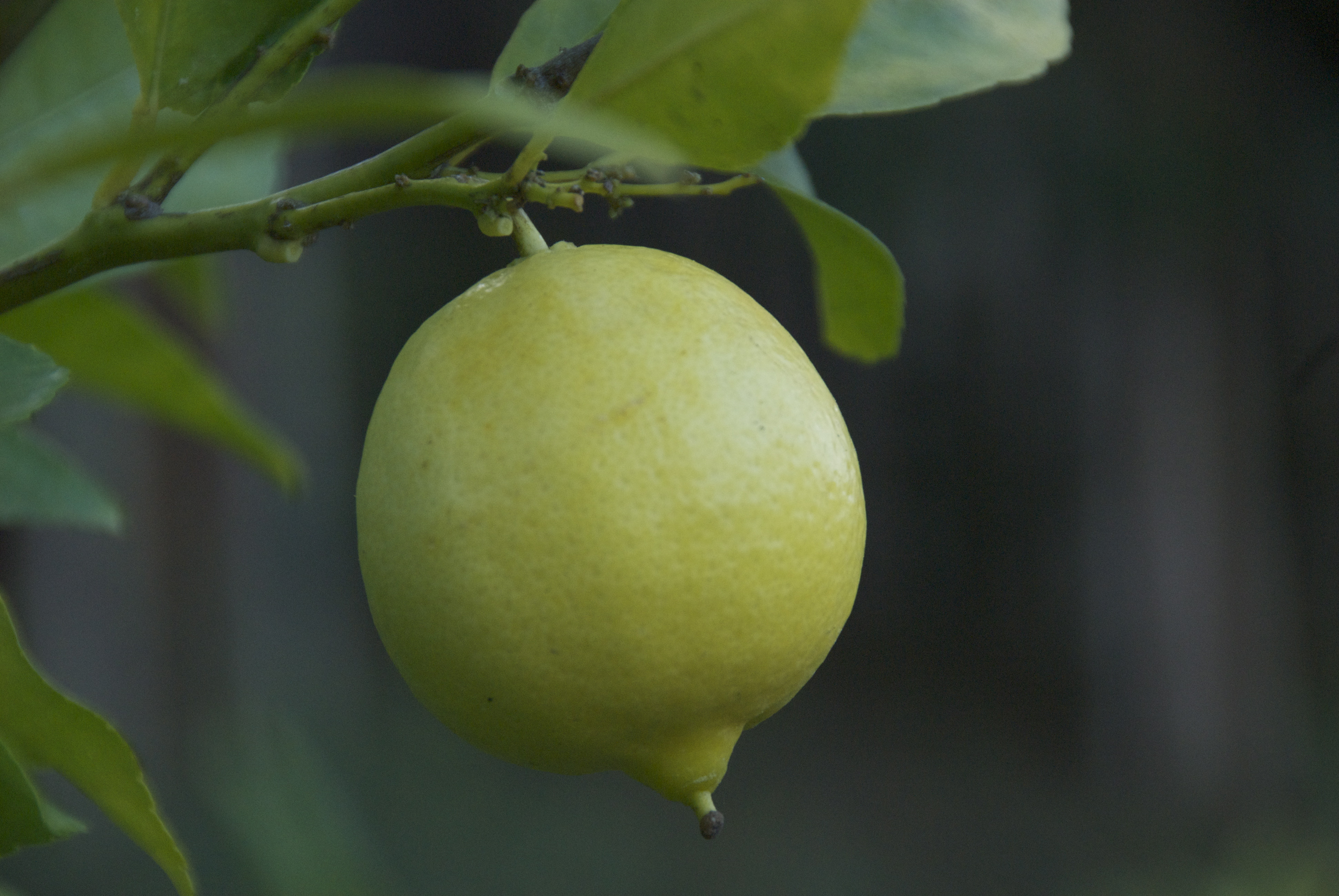
Лимон Меєра середньої стиглості

## Вирощування
Окрім плодоношення, темно-зелене листя та ароматні квіти роблять лимони Меєра ідеальною декоративною рослиною, придатною для вирощування у контейнерах. Це один із найсолодших лимонів, їстівна навіть шкірка. Вирощувати лимонне дерево Меєра можна як у горщику, так і у відкритому ґрунті, але рослині потрібно багато сонячного світла. Однак занадто багато сонячного світла може викликати опіки рослини. Ось чому ранкове сонячне світло та трохи полуденної тіні ідеально підходять для найкращого догляду за лимоном Меєра. Дерево досить витривале, проте добре росте лише в теплому кліматі. Оскільки лимон Меєра не витримує морозів, його найкраще вирощувати в контейнері, щоб його можна було заносити у приміщення на зиму в зонах нижче 8b або 9a. Рослина, вирощена з молодого саджанця, зазвичай починає плодоносити через чотири роки, даючи тисячі лимонів протягом свого життя. Ці рослини потребують достатньої кількості води, але добре дренований ґрунт має вирішальне значення. Окрім поливу та сонячного світла лимонні дерева Меєра потребують добрива з високим вмістом азоту, який повільно вивільняється. Проте ці рослини слід удобрювати лише протягом вегетаційного періоду (весна-осінь) і ніколи взимку, якщо тільки листя не жовтіє; у випадку пожовтіння листя рослину слід полити і внести добрива. Хоча дерево плодоносить протягом усього року, основний урожай спостерігається взимку. Молоді гілки колючі, але шипи з віком перетворюються на вторинні гілки. Обрізка відіграє дуже важливу роль у вирощуванні плодоносного дерева; підтримує форму рослини та дозволяє уникнути непотрібного загущення крони. Це сприяє добрій циркуляції повітря у кроні для росту міцної та здорової рослини, а також є профілактикою будь-яких потенційних захворювань.

## Використання в кулінарії
Лимон Меєра солодший за інші лимони, має незначну терпкість, за смаком трохи нагадує мандарин або апельсин. Ним часто приправляють рибу та морепродукти.

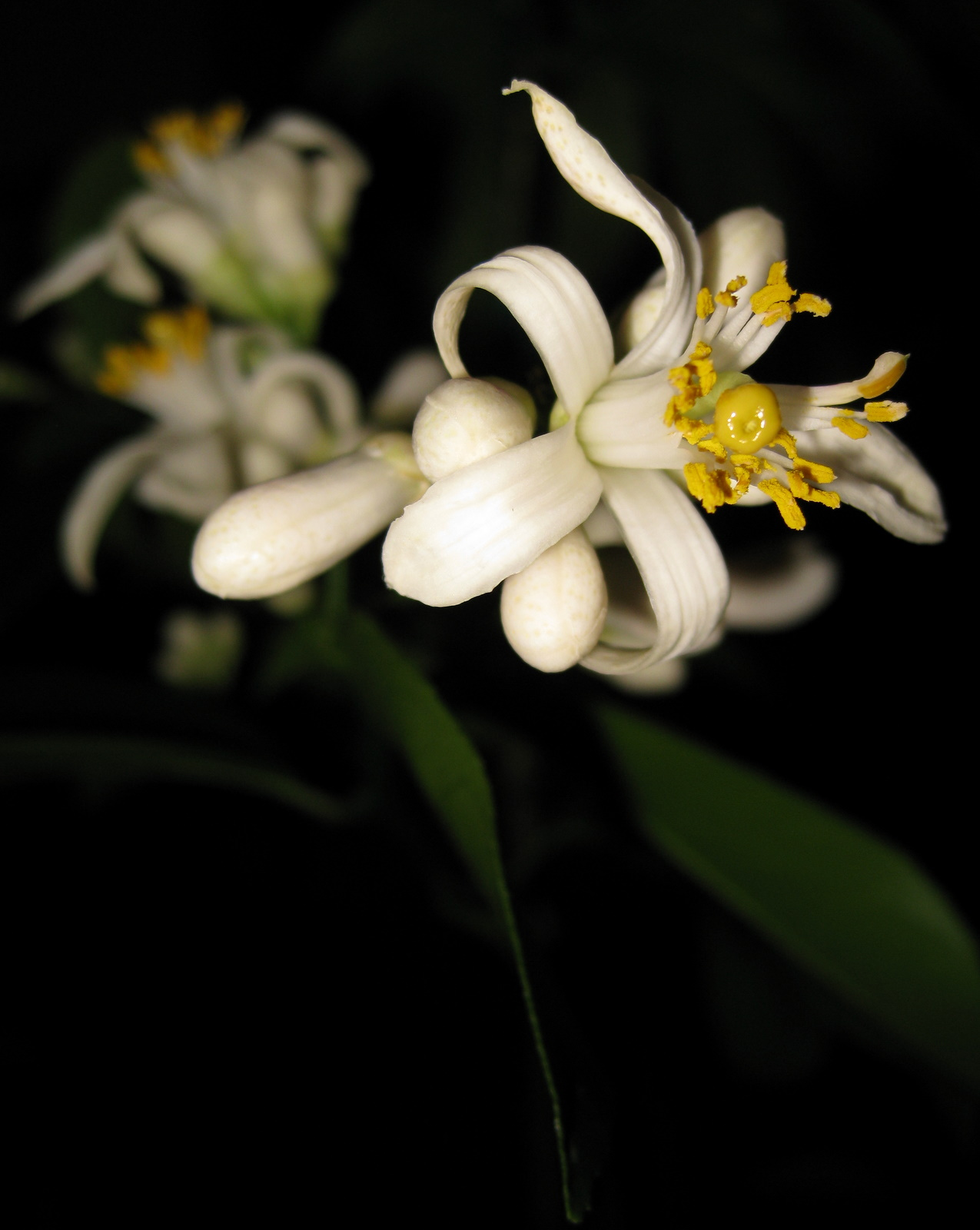
Крупний план квітки покращеного лимона Меєра.

## Покращений лимон Меєра
До середини 1940-х років лимон Меєра був широко поширений у Каліфорнії. Однак у той час було виявлено, що більшість лимонних дерев Меєра, які клонували, були безсимптомними носіями Citrus tristeza virus, вірусу, який убив мільйони цитрусових дерев у всьому світі та зробив інші мільйони непридатними для промислового вирощування. Після цього відкриття більшість лимонних дерев Меєра в Сполучених Штатах були знищені, щоб зберегти інші цитрусові.
У 1950-х роках внаслідок селекції було отримано безвірусні екземпляри, і у 1975 році Університетом Каліфорнії був сертифікований «Покращений лимон Маєра» — Citrus × meyeri 'Improved'.